# HSBC Championships 2025
Die HSBC Championships 2025 waren ein Tennisturnier der WTA Tour 2025 für Damen und ein Tennisturnier der ATP Tour 2025 für Herren in London. Das Damenturnier fand vom 9. bis 15. Juni 2025 und das Herrenturnier vom 16. bis 22. Juni statt.

## Herrenturnier
→ Hauptartikel: HSBC Championships 2025/Herren
→ Qualifikation: HSBC Championships 2025/Herren/Qualifikation

## Damenturnier
→ Hauptartikel: HSBC Championships 2025/Damen
→ Qualifikation: HSBC Championships 2025/Damen/Qualifikation